# Nove, Tokmak
Nove (în ucraineană Нове) este localitatea de reședință a comunei Nove din raionul Tokmak, regiunea Zaporijjea, Ucraina.

## Demografie
Componența lingvistică a localității Nove
     Ucraineană (84,22%)
     Rusă (15,37%)
     Alte limbi (0,42%)
Conform recensământului din 2001, majoritatea populației localității Nove era vorbitoare de ucraineană (84,22%), existând în minoritate și vorbitori de rusă (15,37%).